# Yir'on
Yir'on (hebreiska: Yir’on, יראון) är en ort i Israel.   Den ligger i distriktet Norra distriktet, i den norra delen av landet. Yir'on ligger 685 meter över havet och antalet invånare är 391.
Terrängen runt Yir'on är lite kuperad, och sluttar österut. Runt Yir'on är det tätbefolkat, med 659 invånare per kvadratkilometer. Närmaste större samhälle är Safed, 13,1 km söder om Yir'on. Trakten runt Yir'on består till största delen av jordbruksmark.